# توم كرين (مستكشف)
توماس كرين (20 يوليو 1877 - 27 يوليو 1938)، بحار أيرلندي ومستكشف للقطب الجنوبي، حصل على وسام ألبرت لإنقاذ الأرواح.
كان كرين عضوًا في ثلاث بعثات استكشافية كبرى إلى القارة القطبية الجنوبية خلال عصر البطولات لاستكشاف القطب الجنوبي، بما في ذلك بعثة تيرا نوفا التي قام بها روبرت فالكون سكوت من عام 1911 إلى عام 1913. شهد ذلك سباقًا للوصول إلى القطب الجنوبي، وخسر أمام رولد أموندسن وانتهى بخسارة سكوت وفريقه. أدّى إنقاذ كرين لحياة إدوارد إيفانز أثناء سيره الفردي الذي بلغ 35 ميلًا (56 كم) عبر جرف روس الجليدي خلال رحلته الاستكشافية، إلى حصوله على ميدالية ألبرت.
غادر كرين مزرعة العائلة بالقرب من أنسكول للتطوع في البحرية الملكية في سن الخامسة عشر لكنه كذب بشأن عمره، إذ كان يجب أن يكون في سن السادسة عشر. تطوع للانضمام في بعثة سكوت الاستكشافية إلى القارة القطبية الجنوبية بين عامي 1901-1904 أثناء خدمته في طراد رينغاروما في نيوزيلندا عام 1901، وهكذا بدأ حياته المهنية في الاستكشاف.
كانت مغامرة كرين الثالثة والأخيرة في القطب الجنوبي بعد تجربته في تيرا نوفا، بصفته ضابطًا ثانيًا في بعثة إرنست شاكلتون الإمبراطورية للاستكشاف عبر القطب الجنوبي. أمضى كرين ومن رافقه على السفينة- بعد أن تحاصرت السفينة إندورانس بالجليد الطافي وغرقت- 492 يومًا بالانجراف على الجليد قبل رحلتهم بواسطة قوارب نجاة السفينة إلى جزيرة الفيل. كان أحد أفراد الطاقم الذي أبحر بقارب صغير لمسافة 800 ميل بحري (1500 كم) من جزيرة الفيل إلى جزيرة جورجيا الجنوبية لطلب المساعدة من أجل الطرف المحاصر.

## النشأة والحياة المهنية
ولد توماس كرين في عام 1877 في منطقة الزراعة في غورتوكرين بالقرب من قرية أناسكول في كوركا دهويبني في مقاطعة كيري في أيرلندا، ووالداه باتريك وكاثرين (نًي كورتني) كرين. كان لديه عشرة أشقاء، والتحق بالمدرسة الكاثوليكية المحلية (بالقرب من براكلوين)، وغادرها في سن الثانية عشر للمساعدة في مزرعة العائلة.
التحق في سن الخامسة عشر بالبحرية الملكية في المحطة البحرية في خليج مينارد القريب، بعد مشادة مع والده غالبًا. سُجّل تجنيده كصبيّ درجة ثانية في سجلات البحرية الملكية في 10 يوليو عام 1893، قبل عشرة أيام من عيد ميلاده السادس عشر، على الرغم من كون ذلك بدون موافقة والديه.
كان التدريب المهني البحري الأولي لكرين على متن سفينة التدريب إمبريغنبل في ديفونبورت. نُقل في نوفمبر 1894 إلى سفينة ديفاستيشن. كان كرين في الخدمة في سفينة رويال آرثر بحلول عيد ميلاده الثامن عشر، في عام 1895، وقُيّم كبحار عادي. أصبح بعد أقل من عام بحارًا ماهرًا في وايلد سوان، وانضم لاحقًا إلى سفينة مدرسة الطوربيد التابعة للبحرية، ديفايانس. رُفّع كرين بحلول عام 1899 إلى رتبة ضابط صف من الدرجة الثانية، وخدم في فيفيد.
عُيّن في فبراير 1900 في سفينة الطوربيد رينغاروما، التي كانت جزءًا من أسطول نيوزيلندا التابع للبحرية الملكية في الجزيرة الجنوبية. خُفّضت رتبته في 18 ديسمبر 1901، من ضابط صف إلى بحار ماهر لارتكابه مخالفة غير محددة. أُمرت رينغاروما في ديسمبر عام 1901 بمساعدة سفينة روبرت فالكون سكوت ديسكفري عندما رست في ميناء ليتيلتون في انتظار المغادرة إلى القارة القطبية الجنوبية. تطوع كرين عندما ترك بحار ماهر سفينة سكوت بعد خلاف مع ضابط صف وًاصبح من الضروري استبداله، وقُبل.

## البعثة الاستكشافية 1901-1904

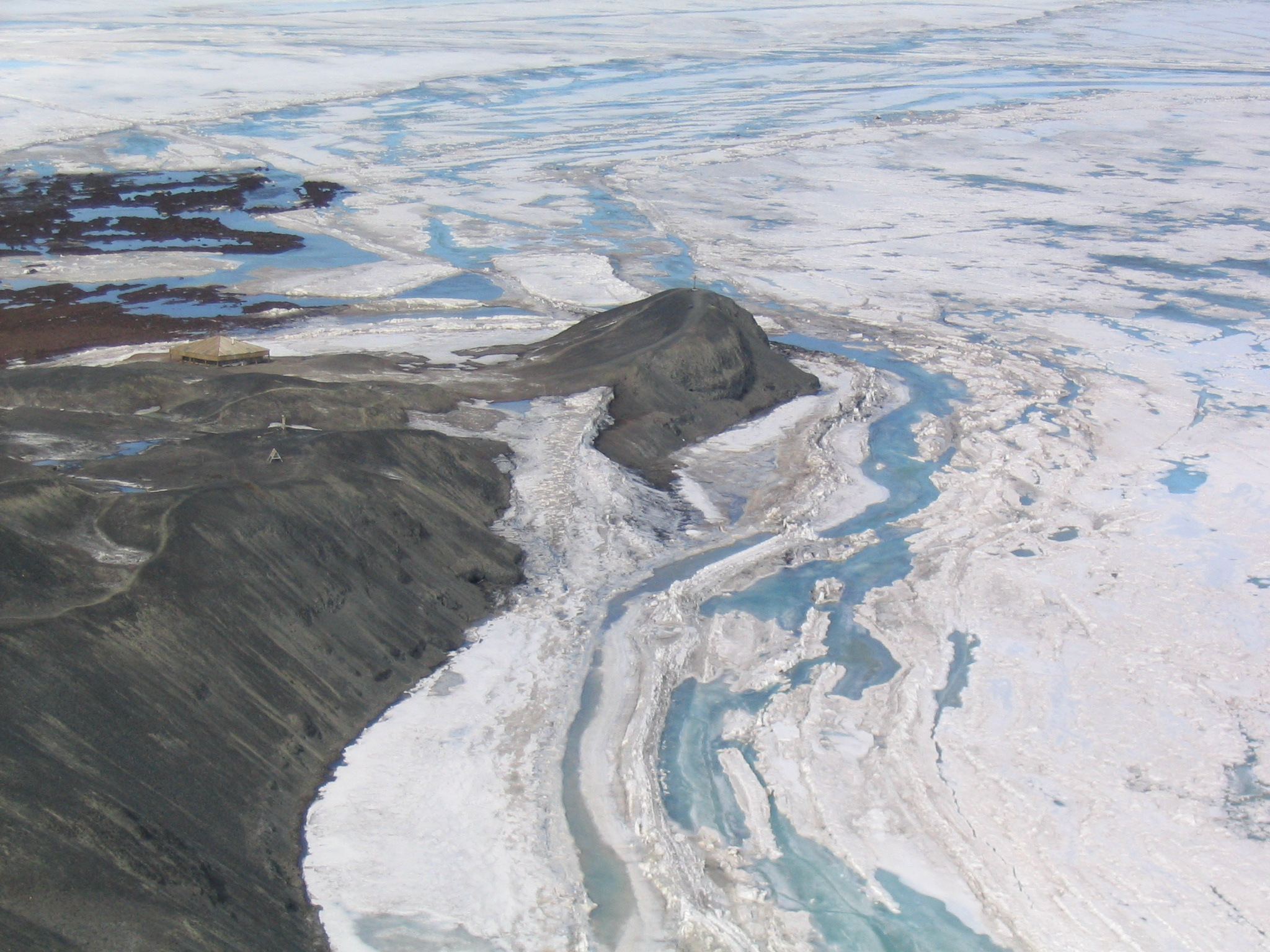
صورة جوية لموقع «هت بوينت»

أبحرت ديسكفري إلى القطب الجنوبي في 21 ديسمبر 1901، ووصلت بعد سبعة أسابيع في 8 فبراير 1902 إلى ماكموردو ساوند، حيث رست في مكان أطلق عليه فيما بعد «هت بوينت». أسس هناك الرجال القاعدة التي انطلقوا منها في رحلات التزلج العلمية والاستكشافية. أثبت كرين أنه أحد أكثر الاشخاص كفاءةً في «سحب الرجال» في الفريق. سجل سبعة أفراد فقط من الفريق المكون من 48 عضوًا، خلال البعثة الاستكشافية بأكملها، فترةً أطول بالجر من فترة كرين البالغة 149 يومًا. عُرف كرين بروح الدعابة وكان محبوبًا من قبل رفاقه. كتب الرجل الثاني في قيادة سكوت، ألبرت أرميتاج، في كتابه عامان في القطب الجنوبي أن «كرين كان إيرلنديًا يتمتع بقدر من الطرافة ومزاج لا يعكره أي شيء».
رافق كرين الملازم مايكل بارن في ثلاث رحلات تزلج عبر جرف روس الجليدي، الذي عُرف آنذاك باسم «الحاجز الجليدي العظيم». شملت المجموعة 12 رجلًا بقيادة بارن والتي انطلقت في 30 أكتوبر 1902، لوضع مستودعات لدعم الرحلة الجنوبية الرئيسية التي قام بها سكوت وشاكلتون وإدوارد ويلسون. تجاوز فريق بارن في 11 نوفمبر أعلى علامة سابقة جنوبًا، والتي حددها كارستن بورشغرفنك في عام 1900 عند 78 درجة 50 جنوبًا، وهو رقم قياسي احتفظوا به لفترة وجيزة حتى تجاوزه الفريق الجنوبي نفسه في طريقه إلى 82 درجة 17 جنوبًا.
علقت ديسكافري في الجليد خلال الشتاء القطبي الجنوبي عام 1902، فشلت الجهود المبذولة لتحريرها خلال صيف 1902–1903، وعلى الرغم من أن بعض أعضاء البعثة (بمن فيهم إرنست شاكلتون) غادروا في سفينة إغاثة، إلا أن كرين وأغلبية أعضاء الفريق ظلوا في القطب الجنوبي حتى تحررت السفينة أخيرًا في فبراير 1904. رُفّع كرين إلى رتبة ضابط صف من الدرجة الأولى بعد عودته إلى الخدمة البحرية العادية، بناءً على توصية سكوت.

## الفترة بين البعثات 1904-1910
عاد كرين إلى الخدمة العادية في القاعدة البحرية في تشاثام في كينت، حيث خدم أولًا في بيمبروك في عام 1904، وانتقل لاحقًا إلى مدرسة الطوربيد في فيرنون. استحوذ كرين على انتباه الكابتن سكوت بموقفه وأخلاقياته في العمل في رحلة الاستكشاف، وطلب سكوت من كرين الانضمام إليه على فيكتوريوس في عام 1906. تبع كرين سكوت على التوالي إلى ألبيمارل وإسيكس وبلوارك، على مدى السنوات القليلة التالية. كان سكوت بحلول عام 1907 قد خطط لرحلته الثانية إلى القطب الجنوبي، وفشلت في غضون ذلك بعثة إرنست شاكلتون الاستكشافية، بعثة نمرود، بين عامي 1907-1909، في الوصول إلى القطب الجنوبي، على الرغم من الوصول إلى أقصى رقم قياسي جنوبي جديد بلغ 88 درجة 23 جنوبًا. كان سكوت برفقة كرين عندما أصبحت أخبار وفاة شاكلتون الوشيكة علنيةً، إذ ورد أن سكوت قال لكرين: «أعتقد أنه من الأفضل أن نحصل على صورة المرة القادمة».